# Varšavské povstání v kultuře
Varšavské povstání v kultuře – literární, filmová a hudební díla, jejichž tematikou je Varšavské povstání roku 1944.

## Filmografie

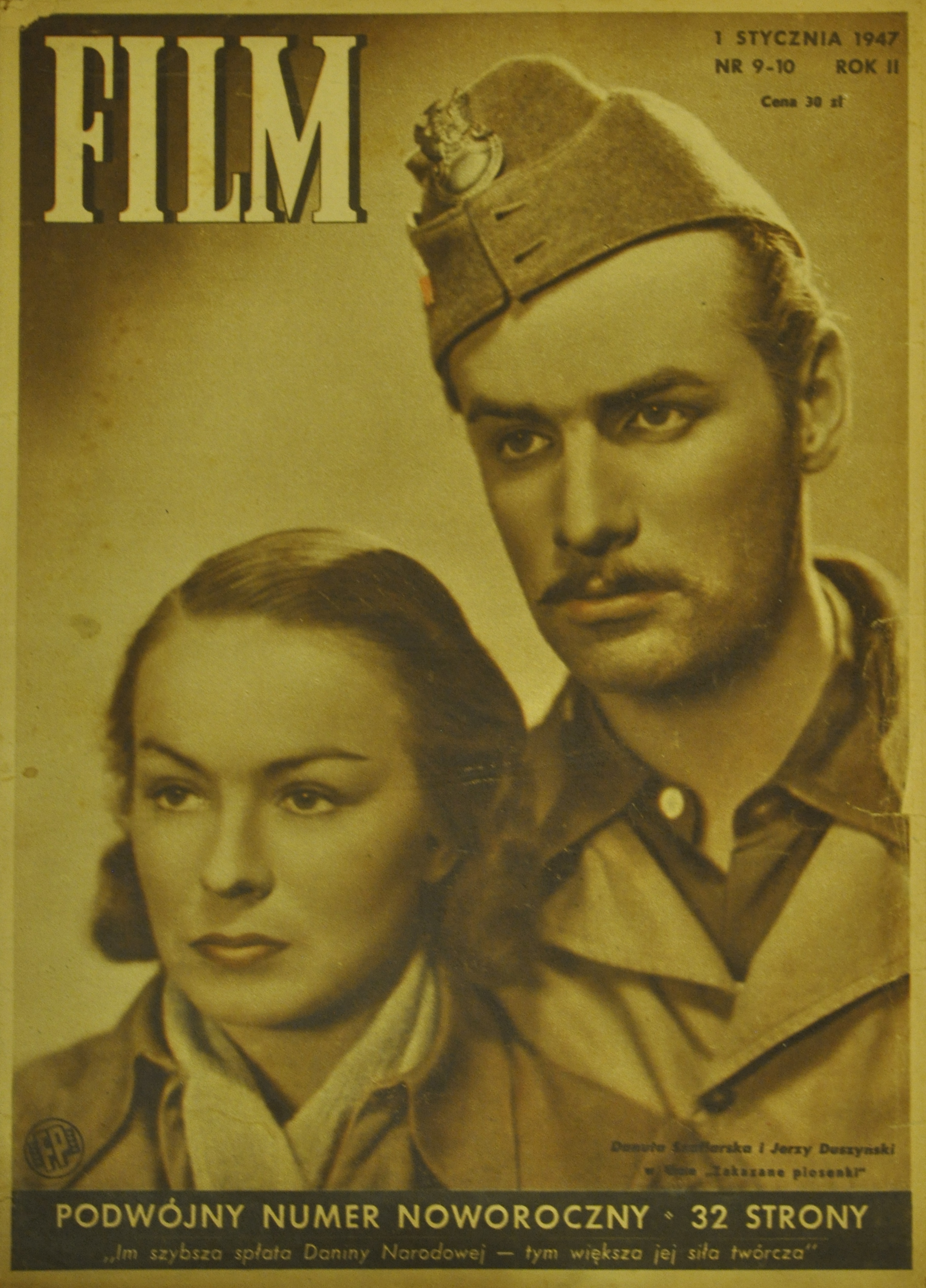
Plakát k filmu Zakazane piosenki'

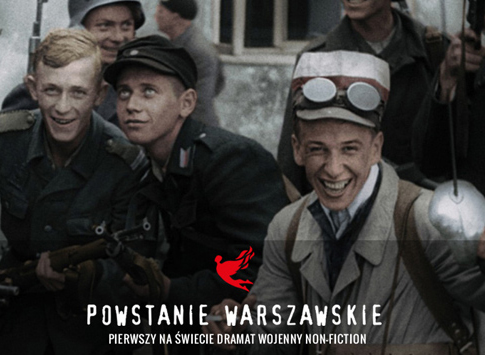
Propagační materiál k filmu "Powstanie Warszawskie" (česky: Varšavské povstání)

Varšavské povstání popisují buďto bezprostředně, nebo částečně tyto filmové produkce:
- Zakazane piosenki (1946) v režii Leonarda Buczkowskiego. Aspekt povstání je jednou z hlavních zápletek filmu;
- Kanał (1957) v režii Andrzeja Wajdy, první polský poválečný film na téma povstání. Je založený na vyprávění Jerzego Stefana Stawińského, líčí jednu z konečných epizod bojů ve Varšavě;
- Eroica (1958) v režii Andrzeje Munka. Je odpovědí na Wajdův film a představuje jiné, kritické náhledy na mýtus národních hrdinů;
- Kamienne niebo (1959) v režii Ewy a Czesława Petelských. Předlohou scénáře byla kniha Jerzeho Krzysztoně pod názvem Kamienne niebo. Film líčí příběh několika lidí během bombardování Varšavy;
- Pogoń za Adamem (1970) v režii Jerzego Zarzyckého;
- Kolumbowie (1970) v režii Janusza Morgensterna. Seriál je adaptací dvou prvních dílů povídek Romana Bratného Kolumbowie. Rocznik 20. Dva poslední díly seriálu se týkají bojů o Staré město a Czerniaków;
- Żołnierze wolności (1977) v režii Jurije Ozierowa. V druhé části této minisérie je představen pohled sovětské propagandy na povstání jako takové;
- Godzina „W” (1979) v režii Janusza Morgensterna na předloze Jerzego Stefana Stawińskiego;
- Urodziny młodego warszawiaka (1980) v režii Ewy a Czesława Petelskich, na předloze povídky Młodego warszawiaka zapiski z urodzin Jerzeho Stefana Stawińského;
- Dzień czwarty (1984) v režii Ludmiły Niedbalskiej, film paradokumentalny. Tématem filmu jsou zážitky básníka a zástupce takzvaného pokolení Kolumbů (válečné generace v Polsku) Krzysztofa Kamila Baczyńského;
- Pierścionek z orłem w koronie (1992) v režii Andrzeja Wajdy, na motivech povídky Aleksandra Ścibor-Rylskiego Pierścionek z końskiego włosia. Odehrává se v posledních dnech povstání a týká se individuálních lidských osudů;
- Czy musieli zginąć... (1997) v režii Aliny Czerniakowskiej, dokumentární film;
- Sceny z Powstania (2004) – záznam scén povstání;
- Do potomnego (2004) – fiktivní dokument o takzvaném pokolení Kolumbů;
- Taniec śmierci. Sceny z Powstania Warszawskiego (2010) v režii Leszka Wosiewicze;
- Baczyński (2013) – film o básníkovi K. K. Baczyńském v režii Konrada Piwowarského;
- Sierpniowe niebo. 63 dni chwały v režii Ireneusze Dobrowolského;
- Miasto 44 (2014) v režii Jana Komasy;
- Powstanie Warszawskie – celovečerní film, kterému dal vzniknout autentický dokumentární materiál nahrávaný povstalci ve Varšavě, v režii Jana Komasy;
- Hardkor 44 (premiéra plánována na rok 2015) v režii Tomasze Bagińského, Animovaný film.

## Teatr TV
- Pamiętnik z powstania warszawskiego (1972) – televizní představení na námět díla Pamiętnik z powstania warszawskiego autora Mirona Białoszewského (znovu realizováno v roce 2004);
- Ziarno zroszone krwią (1994) v režii Kazimierza Kutza na scénáři Jerzego Stefana Stawińského – představení si dává za úkol popsat politické a psychologické determinanty rozhodující o zahájení Varšavského povstání;
- Przerwanie działań (2010) v režii Juliusze Machulského – dílo bylo vytvořeno na základě pamětí Kazimierze Iranka-Osmeckého, které jsou známé pod jménem Ostatni akt a publikované ve sborníku Powołanie i przeznaczenie. Jedná se zápis několika desítek hodin dramatických vyjednávání mezi polskými důstojníky a německým generálem von dem Bachem ohledně ukončení bojů při varšavském povstání.

## Hudba

### Hudební alba
Téma povstání se stalo inspirací i pro tyto hudební alba: 
- Album rockové kapely Lao Che s názvem Powstanie Warszawskie, je celkově založeno na historických událostech v době povstání (2005);
- Album Gajcy! vydané Muzeem varšavského povstání, obsahující díla polských rockových umělců (mimo jiné Kazikem Staszewským, Armií, Dariuszem Malejonkou, Lechem Janerkem, Dezerterem, Karolinou Cichou, Pustkami, Pogodnem) na náměty veršů Tadeusze Gajcého (2009);
- Album Wawa2010.pl (2010) Karoliny Cichej a jiných umělců s písničkami o Varšavě;
- Album Adresaci, czyli Kto ty jesteś (2011) Romana Kołakowského a dalších umělců (mimo jiné jimi byli Alina Janowska, Katarzyna Groniec, Krystyna Kozanecka, Grzegorz Markowski, Marian Opania, Janusz Radek, Natalia Sikora, Grażyna Wolszczak) – všechny písně jsou podložené pravdivými osudy účastníků povstání;
- Album Morowe panny Dariusze Malejonka a polských hudebních umělkyň (2012).

### Jednotlivá díla
Tematika povstání byla také použita v jednotlivých dílech polských hudebníků:
- Dílo „Synowie podłego czasu” kapely Irydion na desce Credo (2003);
- Singl „Czerniaków” kapely Lao Che spolu s díly „Groźba” a „Czerniaków” (2005);
- Dílo „Pierwszy Sierpnia”, kterému dali vytvořit hip-hopová skupina WWO a Kapela Czerniakowska (2007);
- Dílo „63” hip-hopové skupiny Kwadratura Koła (2007);
- Dílo „Warszawa 44” zpěváka Dawida Hallmanna na desce Niezłomność (2008);
- Dílo „Warszawskie Dzieci” polské punkové skupiny Armia, které povstalo na námětu díla skupiny „Warszawskie Dzieci” během koncertu v Muzeu varšavského povstání ve Varšavě dne 27. července 2008 roku, spolu s finskou skupinou Apocalyptica;
- Dílo „63 dni Chwały” hip-hopové skupiny Hemp Gru na desce Droga (2009);
- Dílo „Głośniej od bomb” rappera Pjuse na desce Life After Deaf (2009) připomínající úděl Čety hluchoněmých v povstaleckých bojích;
- Díla „Wczorajszemu”, „Pałacyk Michla” a „Warszawskie Dzieci” polské (studenoválečné) punkové skupiny Armia z alba Piosenki powstańcze (2010);
- Na debutové desce rockové kapely B.E.T.H se nachází dílo „Odległy Ląd”, které je věnované památce účastníků varšavského povstání;
- Dílo „Powstanie 1944” kapely White Master na albu European Storm, na kterém pracovali společně se skupinou Frakass (2010);
- Dílo „Mały Powstaniec” kapely Horytnica z desky Głos Patriotów (2011).

### Zahraniční autoři
Varšavské povstání použili ve své tvorbě tito zahraniční umělci:
- Dílo „Warschau” švédské metalové kapely Marduk na desce Plague Angel (2004) a dílo „Warschau 2: Headhunter Halfmoon” na desce Iron Dawn (2011);
- Dílo „Armia” německé metalové kapely Heaven Shall Burn na desce Deaf To Our Prayers (2006);
- Dílo „Varsovie” francouzské rockové kapely Varsovie na albu Neuf Millimetres (2006);
- Dílo „Warsaw Rising” nizozemské metalové kapely Hail of Bullets na albu Warsaw Rising (2009);
- Dílo „Uprising” švédské power metalové kapely Sabaton na albu Coat of Arms (2010).

## Ostatní
- V roce 2007 na tematice varšavského povstání vytvořil Jason Morningstar hru na hrdiny Grey Ranks. Child Soldiers. Warsaw, 1944 (polsky známou jako: „Szare Szeregi. Dzieci Żołnierze. Warszawa 1944”).
- V roce 2007 vydalo Muzeum varšavského povstání komiksový sborník „44” (uměleckým ředitelem projektu se stal Przemysław Truściński);
- Varšavské povstání se stalo zdrojem pro tematické městské hry a výlety po Varšavě, jako například městské hry zorganizované při 65. výročí počátku varšavského povstání;
- Při 65. výročí varšavského povstání (rok 2009) uvolnila Polská pošta do oběhu poštovní známky, s vyobrazením hořícího  Prudentialu – tehdy nejvyšší budovy Varšavy;
- Od roku 2007 organizuje  Warszawska Masa Krytyczna spolu s  Muzeem varšavského povstání společný přejezd městem k jeho památce
- V roce 2014 vydala pošta Marshallových ostrovů pamětní známky k výročí varšavského povstání[3]
- V roce 2014 roku vydalo studio CI Games hru Enemy Front, jejíž hlavní dějová osa má míso v povstalecké Varšavě